# Мелиса Маккарти
Мелиса Маккарти (на английски: Melissa McCarthy) е американска актриса, сценарист и продуцент, носителка на награда „Еми“ и номинирана за „Оскар“, „Сателит“ и награда на БАФТА. От 2015 г. има звезда на Холивудската алея на славата.
Мелиса Маккарти дебютира в киното през 1998 г. От 2001 до 2007 г. играе Суки Сейнт Джеймс в телевизионния сериал на The WB „Момичетата Гилмор“. От 2007 до 2009 г. играе Дена в сериала на ABC „Коя е Саманта?“. През 2011 г. играе в сериала на CBS „Майк & Моли“, за който печели награда „Еми“.
Маккарти е притежател на производствената компания Он дъ Дей Продъкшънс. През 2013 г. списание Форбс включва Маккарти в своя списък „Стоте най-влиятелни знаменитости“. През 2015 г. тя получава почетна звезда на Холивудската алея на славата, а по-късно пуска линията дизайнерско облекло Мелиса Маккарти 7, което е предназначена за жени с всякакви размери. През същата 2015 г. Форбс помества Маккарти на трета позиция в своя ежегоден списък „Най-високоплатените актриси в света“.

## Частична филмография
- „Давай“ (1999)
- „Ангелите на Чарли“ (2000)
- „Хлапакът“ (2000)
- „Животът на Дейвид Гейл“ (2003)
- „План Б“ (2010)
- „Такъв е животът“ (2010)
- „Шаферки“ (2011)
- „Така е на 40“ (2012)
- „Самоличност на аванта“ (2013)
- „Ергенският запой: Част III“ (2013)
- „Нежна полиция“ (2013)
- „Тами“ (2014)
- „Свети Винсент“ (2014)
- „Шпиони“ (2015)
- „Голямата работа“ (2016)
- „Ловци на духове“ (2016)
- „Убийства в Хепитайм“ (2018)
- „Кралици на престъпността“ (The Kitchen) (2019)
- „Суперинтелект“ (2020)
- „Скорец“ (2021)
- „Малката русалка“ (2021)
- „Thunder Force“ (2021)

Телевизия
- „Момичетата Гилмор“ (2000 – 2007)
- „Коя е Саманта?“ (2007 – 2009)
- „Майк и Моли“ (от 2010)